# 波戈留波夫防禦
波戈留波夫防禦，又名波戈-印度防禦，是國際象棋開局印度防禦的一種，走法為：
1.d4 Nf6 2.c4 e6 3. Nf3 Bb4+